# José María del Canto Arteaga
José María del Canto Arteaga (Angol, 2 de agosto de 1840-Santiago, Chile, 11 de marzo de 1925). Fue un militar chileno, teniente coronel durante la Guerra del Pacífico y coronel balmacedista durante la Guerra Civil de 1891. Primo de Estanislao del Canto Arteaga e hijo de José María del Canto Marín de Poveda.

## Biografía
José María del Canto Arteaga nació en Angol el 2 de agosto de 1840, hijo de José María del Canto Marín de Poveda, otro militar destacado, y de María Arteaga. José María del Canto tuvo siempre educación de militar y fue mandado a Alemania a estudiar, donde conoció a Leonide Klick. Al poco tiempo se casaron y tuvieron dos hijos: José María y Leonide. José María del Canto volvió a Chile y junto con su primo, Estanislao del Canto, se enrolaron en el Ejército de Chile.

## Guerra del Pacífico
En 1879 se declaró la Guerra del Pacífico, José María del Canto formó parte de la Campaña terrestre de la Guerra del Pacífico, participa como teniente coronel del Buin en el Desembarco y combate de Pisagua - ocupando la playa al mando de 3 compañías del citado regimiento - Dolores y Tacna. Después de esta última, Baquedano le otorga el mando del Regimiento Caupolicán, al mando del cual participa en las batallas de Chorrillos y Miraflores formando parte de la 3.º división de Pedro Lagos. Recibió varias medallas y cartas del presidente, que aún sus descendientes poseen. Se le considera uno de los protagonistas chilenos de la Guerra del Pacífico.

## Guerra Civil de 1891
Una vez terminada la Guerra del Pacífico, se mantuvo tranquilo, hasta que en 1891 inició la Guerra Civil, José María del Canto se mantuvo leal al presidente, a diferencia su primo Estanislao del Canto que se unió al bando del Congreso Nacional.

## Vida Postguerra.
A José María del Canto, su hijo, le informó desde Alemania, que no tenía interés en ser militar. Éste lo entendió y respetó su opinión. En 1897, del Canto recibió su primera nieta, María del Canto Paul y años más tarde su segunda nieta, Cristina. En 1900, la hermana de su esposa, Elisa Klick, moriría, debido a que Elisa Klick se casó con un hombre mucho mayor que ella, Juan Antonio Villagra y obviamente Villagra moriría mucho antes que ella. Villagra poseía una herencia que cuando muriera pasaría a ser de Elisa Klick, cosa que la familia Villagra no deseaba, así es que, los Villagra tomaron presa a Elisa Klick y la alimentaron sólo a pan y agua, hasta que falleció. A del Canto no le gustó el trato recibido por su cuñada, así es que destruyó la herencia. Lamentablemente, Elisa Klick ya había muerto. Juan Antonio Villagra no estaba feliz y se fue a vivir a Iquique como obrero, separándose de su familia. El 21 de diciembre de 1907, Villagra encontraría la muerte en la Matanza de la Escuela Santa María de Iquique.
Del Canto se mudó a Santiago y se dedicó a cuidar a sus nietas, debido a que la esposa de su hijo había fallecido. José María del Canto Arteaga falleció en Santiago de Chile el 11 de marzo de 1925, a causa de problemas a la vejiga.

## Descendencia.
El coronel del Canto se casó con Leonide Klick, con quien tuvo dos hijos: José María, el mayor y Leonide, la menor. De los hijos de Leonide del Canto, no hay información. Por su parte, José María del Canto Klick se casó con la alemana María Paul y tuvieron 4 hijos, que fallecieron cuando eran niños, después tuvo dos hijas María y Cristina, su esposa murió unos años más tarde y él se casó con la profesora de su hija María, Rosalina. Cristina tuvo un hijo natural Oscar, no se conoce que siguió.
María del Canto Paul se casó con Julio Troncoso y tuvo tres hijos: Silvia Myriam, la mayor, Lucy, la del medio y Julio, el menor. María del Canto vivió en Tocopilla, unos años, luego se trasladó a Santiago y murió en 1990, ella fue la última del Canto. La hija mayor Silvia Myriam contraja matrimonio con Maximino Albornoz, en 1956, con quien tuvo cuatro hijos: Max Gonzalo (1958), Marcia (1960), Marcelo (1963) y Mildred (1968). La hija del medio Lucy contrajo matrimonio con Sergio Oróstica en 1956, con quien tuvo cuatro hijos: Rodrigo (1956), Gonzalo (1959), Verónica (1960) y Lucía (1964).